# Eudyptes warhami
Eudyptes warhami — вимерлий вид пінгвінів, що існував у голоцені та вимер в історичний час.

## Поширення та вимирання
Eudyptes warhami був ендеміком архіпелагу Чатем, що розташований приблизно за 800 км на схід від Нової Зеландії. Приблизно 1450 року на островах поселилися полінезійці. Вже через 150 років, до кінця XVI століття на островах зникло декілька видів птахів та один вид морських левів. Причиною вимирання стало інтенсивне полювання.

## Історія відкриття
Субфосильні рештки чубатих пінгвінів на островах Чатем знаходили впродовж тривалого часу. Їх класифікували як рештки пінгвіна Вікторії (Eudyptes pachyrhynchus) та пінгвіна великого чубатого (Eudyptes sclateri). У 1994 році Теннісон і Мілнер відзначили певні особливості будови субфосильних кісток від сучасних представників. Вони припустили, що це був окремий ендемічний вид чубатих пінгвінів, але формального опису не зробили. 
У 2019 році з субфосильних решток вдалося виокремити та секвенувати мітохондріальник ДНК, яку порівняли з ДНК інших видів чубатих пінгвінів. Виявилося, що ці пінгвіни 2,5-1,1 млн років відокремились від пінгвіна великого чубатого (Eudyptes sclateri), що мешкає на островах Антиподів. На основі цих досліджень було описано новий вид E. warhami, який названий на честь новозеландського орнітолога Джона Варгама.